# 黃安 (明鄭)
黃安（？—1665年）為明鄭的大將。西元1649年（南明永曆三年）三月，黃安率軍進攻漳浦，大殲清兵，戰功彪炳，鄭成功開始重用之。1661年，鄭成功攻台，黃安從征。鄭氏佔領大員後，黃安先後擔負重任，先是擊敗北方的大肚王國，後來又鎮守王城所在的安平鎮，地位崇高。
西元1662年（鄭氏永曆十六年），鄭成功過世，王弟鄭襲護理大將軍印，黃昭、蕭拱宸等人擁立鄭襲為王，並舉兵拒世子鄭經。同年，世子自思明領兵入東都靖難，諸多將領皆採觀望態度，唯有黃安率軍助世子。世子反正登基後，授其「征剿將軍印」，統領親軍勇衛。1664年，擊敗大肚阿德狗讓。1665年，黃安去世，從祀延平郡王祠東廡。鄭經之長、次郡主分別許配給其子黃肇隆、黃肇燦。